# Карвальополис
Карвальополис (порт. Carvalhópolis) — муниципалитет в Бразилии, входит в штат Минас-Жерайс. Составная часть мезорегиона Юг и юго-запад штата Минас-Жерайс. Входит в экономико-статистический микрорегион Алфенас. Население составляет 3469 человек на 2006 год. Занимает площадь 80,703 км². Плотность населения — 43,0 чел./км².

## История
Город основан 17 мая 1912 года. 

## Статистика
- Валовой внутренний продукт на 2003 год составляет 12 388 569,00 реалов (данные: Бразильский институт географии и статистики).
- Валовой внутренний продукт на душу населения на 2003 год составляет 3759,81 реалов (данные: Бразильский институт географии и статистики).
- Индекс развития человеческого потенциала на 2000 год составляет 0,773 (данные: Программа развития ООН).